# Shinano (tàu sân bay Nhật)
Shinano (tiếng Nhật: 信濃) là một tàu sân bay của Hải quân Đế quốc Nhật Bản trong Thế Chiến II. Tên nó được đặt theo tỉnh Shinano, một tỉnh cũ của Nhật Bản. Ban đầu nó được chế tạo như là chiếc siêu thiết giáp hạm thứ ba trong tổng số năm chiếc thuộc lớp Yamato được lên kế hoạch.

## Thiết kế và chế tạo
Lườn chiếc Shinano được đặt vào tháng 6 năm 1940 tại Xưởng Hải quân Yokosuka, nhưng việc chế tạo nó bị ngưng lại vào mùa Hè năm 1941 để tập trung nhân lực và nguồn lực cho cuộc chiến đang đến gần. Sau các tổn thất đầy thảm họa trong trận Midway, người Nhật quyết định cải biến chiếc Shinano thành một tàu sân bay.
Việc cải biến chiếc Shinano chủ yếu dựa vào vỏ giáp rất nặng. Ví dụ, sàn đáp được thiết kế với 17.700 tấn thép, đủ để chịu đựng bom 450 kg (1.000 lb). Với một lượng rẽ nước đầy tải lên đến gần 72.000 tấn, nó là chiếc tàu sân bay lớn nhất từng được chế tạo cho đến khi chiếc hàng không mẫu hạm USS Enterprise được đưa vào sử dụng vào năm 1961. Shinano được thiết kế như là một tàu sân bay hỗ trợ, sử dụng các xưởng cơ khí rộng rãi và trữ lượng nhiên liệu dồi dào của nó phục vụ hoạt động của máy bay trên những tàu sân bay khác. Nó có riêng một lực lượng không quân nhỏ, nhưng chứa dưới hầm một số lượng lớn máy bay nhằm thay thế cho những chiếc bị tổn thất trên các tàu sân bay kia.
Sự hiện hữu của con tàu sân bay mới được giữ bí mật cao. Một bức rào cao được dựng lên ở ba mặt của ụ tàu nơi nó được chế tạo, và những người tham gia công việc cải biến con tàu bị giới hạn bên trong xưởng. Các hình phạt nghiêm khắc, kể cả xử tử hình, được dành cho người nào hé môi một lời về chiếc tàu sân bay mới của Hải quân Nhật. Do vậy, Shinano là chiếc tàu chiến chủ lực duy nhất được chế tạo trong thế kỷ 20 chưa bao giờ được chính thức chụp ảnh trong quá trình chế tạo.
Trong các điều kiện như vậy, Shinano được hạ thủy vào ngày 5 tháng 10 năm 1944 và được chính thức đặt tên vào ngày 8 tháng 10. Nó rời xưởng đóng tàu để chạy thử máy vào ngày 11 tháng 11 năm 1944, và được đưa vào hoạt động vào ngày 19 tháng 11.

## Lịch sử hoạt động
Vào ngày 28 tháng 11, Shinano khởi hành đi Kure để được trang bị bổ sung, và được hộ tống bởi ba tàu khu trục. Thuyền trưởng Toshio Abe chỉ huy một thủy thủ đoàn gồm 2.176 sĩ quan và thủy thủ. Thêm vào đó còn có 300 công nhân xưởng tàu và 40 nhân viên dân sự. Abe có khuynh hướng chọn cách di chuyển vào ban đêm sau khi ông biết được rằng không có được sự bảo vệ từ trên không vào ban ngày; trong khi chỉ huy các tàu khu trục yêu cầu được di chuyển vào ban ngày, nại lý do về sự mệt mỏi của thủy thủ đoàn (họ vừa mới tham dự trận Hải chiến vịnh Leyte) và nhu cầu phải có các sửa chữa cấp thiết. Tuy nhiên, Abe cảm thấy rằng việc vượt qua vào ban ngày mà không được yểm trợ trên không là một sự mời gọi đến thảm họa.
Giới chỉ huy quân sự Nhật Bản đã đặt nhiều kỳ vọng vào chiếc Shinano, hy vọng rằng nó có thể làm đổi chiều cuộc xung đột mà phía Nhật Bản hiện đang thất bại rõ ràng. Trong thực tế, họ đã đặt tầm quan trọng của nó nhiều đến mức Abe được hứa hẹn sẽ được thăng chức lên Chuẩn Đô đốc khi ông đưa con tàu đến được Kure. Tuy nhiên, vào lúc nó khởi hành cho chuyến đi đầu tiên trên biển, đa số các khoang của nó đều chưa được thử độ kín nước. Tất cả thủy thủ đoàn ngoại trừ khoảng 700 người chưa từng trải qua chiến đấu thực tế, và chưa được huấn luyện đầy đủ các kỹ thuật kiểm soát hư hỏng. Thêm nữa, bốn trong tổng số 12 nồi hơi của nó không thể hoạt động vì không có linh kiện phụ tùng. Abe thực ra đã đề nghị hoãn thời hạn của chuyến đi vì những lý do trên, nhưng đều bị đa số trong bộ chỉ huy bác bỏ, hầu hết đều do mối lo ngại sẽ có các cuộc ném bom Mỹ sắp đến lên các đảo chính quốc Nhật Bản. Ngay khi chỉ có tám nồi hơi hoạt động, Abe vẫn có thể đưa Shinano đạt đến tốc độ 20 knot (36 km/h), nhanh hơn các tàu ngầm Mỹ vẫn thường lãng vãng ngoài khơi vùng biển phía năm đảo Honshū.

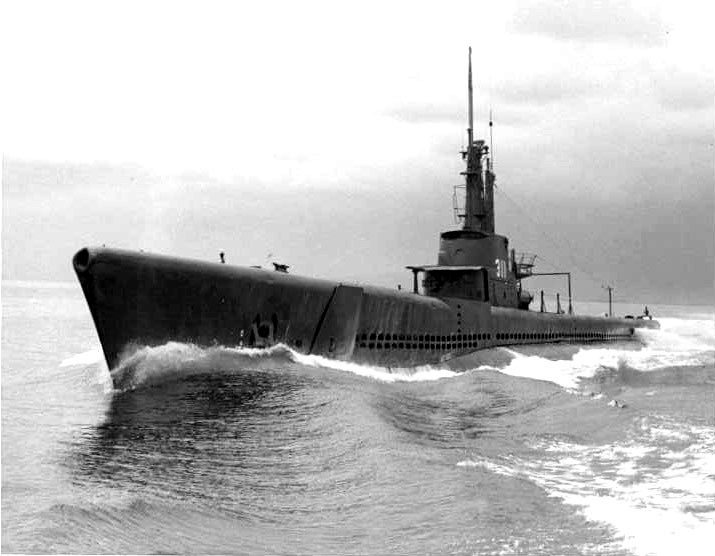
Tàu ngầm Mỹ USS Archerfish.

Shinano chỉ đi ra biển được vài giờ khi nó bị chiếc USS Archerfish, một tàu ngầm thuộc lớp Balao dưới sự chỉ huy của Thuyền trưởng Joseph F. Enright, phát hiện. Cho dù Abe có thể sử dụng hoả lực vượt trội hơn rất nhiều, ông nghĩ rằng Archerfish là soái hạm của một tốp tàu ngầm. Theo cách nhìn của Abe, Archerfish là một con mồi nhử ra xa một hoặc nhiều chiếc tàu khu trục đang bảo vệ, mở rộng đường cho số còn lại trong tốp nhắm vào Shinano. Trong thực tế, ông đã ra lệnh cho một trong những tàu khu trục hộ tống quay lại khi ông thấy nó đang đuổi theo Archerfish, và do đó mất đi cơ hội tốt nhất để đánh chìm nó. Mọi hành động của Abe đều mang bản chất thận trọng và tự vệ, vì mục đích chính của ông là đưa chiếc Shinano đến Kure an toàn. Tâm trạng của Abe càng trở nên phòng thủ sau khi ông được biết vòng bi của một trong các trục chính bị quá nóng khiến phải giảm tốc độ tối đa xuống còn 18 knot (33 km/h), một tốc độ gần bằng đa số các tàu ngầm Mỹ. Trong sự hấp tấp tìm cách tránh tốp tàu ngầm giả định, sự di chuyển ngoằn ngoèo đã khiến cho Shinano lọt vào đúng hướng ngắm của chiếc Archerfish vài giờ sau đó.
Lúc 03 giờ 17 phút, Archerfish bắn ra sáu quả ngư lôi. Bốn quả chạy nông gần mặt nước đã đánh trúng chiếc Shinano khoảng giữa đai giáp chống ngư lôi và mực nước. Cho dù thoạt tiên con tàu vẫn tiếp tục di chuyển theo hành trình, nó bị mất động năng vào khoảng 06 giờ 00. Thủy thủ đoàn đã không thể ngăn chặn được sự ngập nước trong các khoang tàu, và Shinano chìm vào lúc 11 giờ 00 ở tọa độ 32°0′B 137°0′Đ / 32°B 137°Đ. Có khoảng 1.400 trong tổng số 2.500 thủy thủ đoàn thiệt mạng. Trong số người tử trận có cả thuyền trưởng Abe và cả hai viên hoa tiêu của ông, cùng chìm xuống đáy biển theo con tàu.
Tình báo Hải quân Mỹ chưa từng biết đến sự hiện hữu của chiếc Shinano khi nó rời cảng, nhưng đã từng dự đoán rằng có một chiếc thiết giáp hạm thứ ba thuộc lớp Yamato. Archerfish ban đầu được ghi công đã đánh chìm được một tàu sân bay tải trọng 28.000 tấn. Mãi đến sau khi chiến tranh kết thúc, người Mỹ mới khám phá ra rằng Archerfish đã hạ được một con "thủy quái" 72.000 tấn.
Các phân tích sau chiến tranh của phái đoàn Kỹ thuật Hải quân Hoa Kỳ tại Nhật Bản cho thấy Shinano có những sai sót thiết kế nghiêm trọng. Đặc biệt nhất là mối liên kết giữa lớp vỏ giáp chống đạn pháo trên thân và đai giáp chống ngư lôi của phần thân dưới mặt nước được thiết kế rất kém; tất cả các quả ngư lôi bắn ra từ chiếc Archerfish đều phát nổ dọc theo chỗ nối này. Thêm vào đó, lực nổ của các quả ngư lôi làm đánh bật các thanh dầm hình chữ H trong một buồng nồi hơi, khiến nó đâm thủng một lỗ lớn giữa hai buồng nồi hơi. Ngoài ra, thiếu sót trong việc thử nghiệm độ kín nước cũng đóng một vai trò. Những người sống sót cho biết họ trông thấy con tán giữa các mối nối bị bật ra khiến nước tràn qua.
Cho đến tận ngày nay, Shinano là chiếc tàu lớn nhất từng bị một tàu ngầm đánh chìm.

## Tên gọi
Tương tự như các thiết giáp hạm Nhật Bản khác, Shinano ngày nay thuộc tỉnh Nagano. Cũng như những chiếc tàu sân bay Kaga và Akagi, Shinano giữ lại tên được đặt từ ban đầu cho dù được cải biến từ một thiết giáp hạm thành một tàu sân bay.

## Danh sách thuyền trưởng
- Toshio Abe (Sĩ quan trang bị trưởng): 15 tháng 8 năm 1944 – 19 tháng 11 năm 1944
- Toshio Abe: 19 tháng 11 năm 1944 – 29 tháng 11 năm 1944 (tử trận – được truy phong Chuẩn Đô đốc)